# Alvaro Vilela Jurandir
Jurandis, właśc. Alvaro Vilela Jurandir lub Jurandir (ur. 19 grudnia 1938 w São Paulo) – piłkarz brazylijski, występujący na pozycji obrońcy.

## Kariera klubowa
W czasie kariery piłkarskiej Jurandir grał w klubie Marília AC.

## Kariera reprezentacyjna
W 1960 roku Jurandir uczestniczył w Igrzyskach Olimpijskich w Rzymie. Na turnieju Jurandir wystąpił tylko w meczu grupowym reprezentacji Brazylii z Tajwanem.